# 紀野紗良
紀野 紗良（きの さら、2000年1月3日 - ）は、日本の女性タレント。東京大学大学院修士課程修了。

## 来歴
北海道出身。立命館慶祥高等学校卒業後、東京大学理科二類を経て、同大学農学部に進学。
2019年4月から2022年3月まで、TBS系列『東大王』に出演。『東大王』では「閃きのスペシャリスト」の肩書きで出演した。

## 人物
- 身長は152cm[3]。
- 4人家族で弟がいる[3]。
- 趣味はスキーとバレエで、バレエは3歳の頃から習っていた[3]。
- 大学時代は、謎解きサークル「AnotherVision」に所属していた[3]。
- 保有資格は実用英語技能検定準1級、日本漢字能力検定2級、実用数学技能検定2級、スキー級別バッヂテスト1級[8]。

## 出演
過去のレギュラー番組
- 『東大王』（TBS系列、2019年4月 - 2022年3月）[6]

## 著書
- 『勉強「しなきゃ」が「したい」に変わる　成績が上がる学びの習慣』KADOKAWA、2021年11月26日。ISBN 9784046052940